# IPFilter
IPFilter, auch ipf genannt, ist ein Paketfilter, eine Software, die als Firewall oder auch als NAT zum Übersetzen von Internetadressen genutzt werden kann.
IPFilter ist ein sehr portabler Paketfilter. Er läuft u. a. auf den Betriebssystemen FreeBSD, NetBSD, Linux, SunOS, Solaris, HP-UX, Tru64 UNIX, IRIX, und QNX.
IPFilter wurde von Darren Reed seit Anfang der 1990er geschrieben; Version 1.0 wurde am 22. April 1993 veröffentlicht. IPFilter wird aktiv als Open-Source-Software weiterentwickelt (Lizenz BSD-ähnlich). Aktuell ist die 5.1 Serie, die am 9. Mai 2010 veröffentlicht wurde.
Siehe auch: pf, ipfw, iptables